# 榊原博
榊原 博（さかきばら ひろし、1981年5月27日 - ）は、エフエム群馬のアナウンサー。
愛知県知多郡美浜町出身。エフエム群馬のパーソナリティとして活躍している。

## 主な担当番組
- あさナビ - レポート
- サタデースマイル
- FMぐんまニュース
- news ONE